# Calamus (program komputerowy)
Calamus – program typu DTP, stworzony pierwotnie dla Atari ST/TT. Program powstał w firmie DMC. W 1997 prawa do programu zostały przejęte przez niemiecką firmę invers Software, która wydawała w kolejnych latach nowe wersje Calamusa, aż do zakończenia działalności w marcu 2018 roku.
Calamus jest jednym z pierwszych programów DTP, pierwsze wersje sięgają około roku 1987. Pierwsze wersje programu DMC Calamus (1987) zajmowały tylko kilkaset kilobajtów, czyli znacznie mniej w stosunku do innych programów (z innych komputerów), które miały znacznie mniejsze możliwości i gorsze parametry.
Obecnie wersja pre 1.0 dla komputerów Atari jest udostępniona jako freeware.
W późniejszym okresie Calamus został przystosowany do pracy pod systemami Mac OS oraz Windows. Powstała również odmiana Calamusa dla Mac OS X o nazwie iCalamus.